# Pseudosynagelides
Pseudosynagelides is een geslacht van spinnen uit de familie springspinnen (Salticidae). 

## Soorten
De volgende soorten zijn bij het geslacht ingedeeld:
- Pseudosynagelides australensis Żabka, 1991
- Pseudosynagelides bunya Żabka, 1991
- Pseudosynagelides elae Żabka, 1991
- Pseudosynagelides monteithi Żabka, 1991
- Pseudosynagelides raveni Żabka, 1991
- Pseudosynagelides yorkensis Żabka, 1991